# ستيف بارتا
ستيف بارتا هو عازف جاز وعازف بيانو برازيلي، ولد في 25 ديسمبر 1953.

## وصلات خارجية
- ستيف بارتا على موقع ميوزك برينز (الإنجليزية)
- ستيف بارتا على موقع ديسكوغز (الإنجليزية)